# 1916 w sztukach plastycznych
Wydarzenia w sztukach plastycznych i wizualnych w 1916 roku.

## Wydarzenia
- 5 lutego otworzony został Cabaret Voltaire – zalążek ruchu Dada
- 28 kwietnia Hugo Ball ogłosil Manifest Dada

## Malarstwo
- Marc Chagall

Święto Kuczek – gwasz
- Christopher R.W. Nevinson

Lekarz – olej na płótnie

## Rysunek
- Stanisław Ignacy Witkiewicz

Kompozycja z grabarzami (Monolog Hamleta) – pastel na papierze, 51x65
Kompozycja z łabędziami – pastel na papierze, 49x64
Kompozycja z tancerką – pastel na papierze, 46x63

## Urodzeni
- Mikołaj Kochanowski (zm. 1987), polski malarz
- Adam Roman (zm. 2013), polski rzeźbiarz
- Leon Machowski (zm. 1988), polski rzeźbiarz
- 20 kwietnia – Gerard Dillon (zm. 1971), irlandzki malarz
- 15 maja – Tadeusz Świerczek (zm. 2003), polski rzeźbiarz i malarz
- 22 września – Leon Śliwiński (zm. 2001), polski artysta malarz, kolekcjoner i konserwator dzieł sztuki

## Zmarli
- 17 stycznia – Marie Bracquemond (ur. 1840), francuska malarka
- 25 czerwca - Thomas Eakins (ur. 1844), amerykański malarz, rzeźbiarz i fotograf
- 17 sierpnia – Umberto Boccioni (ur. 1882), włoski malarz i rzeźbiarz
- 27 sierpnia - Napoléon Bourassa (ur. 1827),  kanadyjski malarz, rzeźbiarz, architekt i pisarz
- 21 października – Raphaël Collin (ur. 1850), francuski malarz i ilustrator
- 31 października – Tina Blau (ur. 1845), austriacka pejzażystka
- 20 grudnia - Adolf Donndorf (ur. 1835), niemiecki rzeźbiarz
- 31 grudnia – Kazimierz Alchimowicz (ur. 1840), polski malarz
- Léon Comerre (ur. 1850), francuski malarz